# Тарасов, Даниил Вадимович
Даниил Вадимович Тарасов (27 марта 1999, Новокузнецк) — российский хоккеист, вратарь.

## Биография

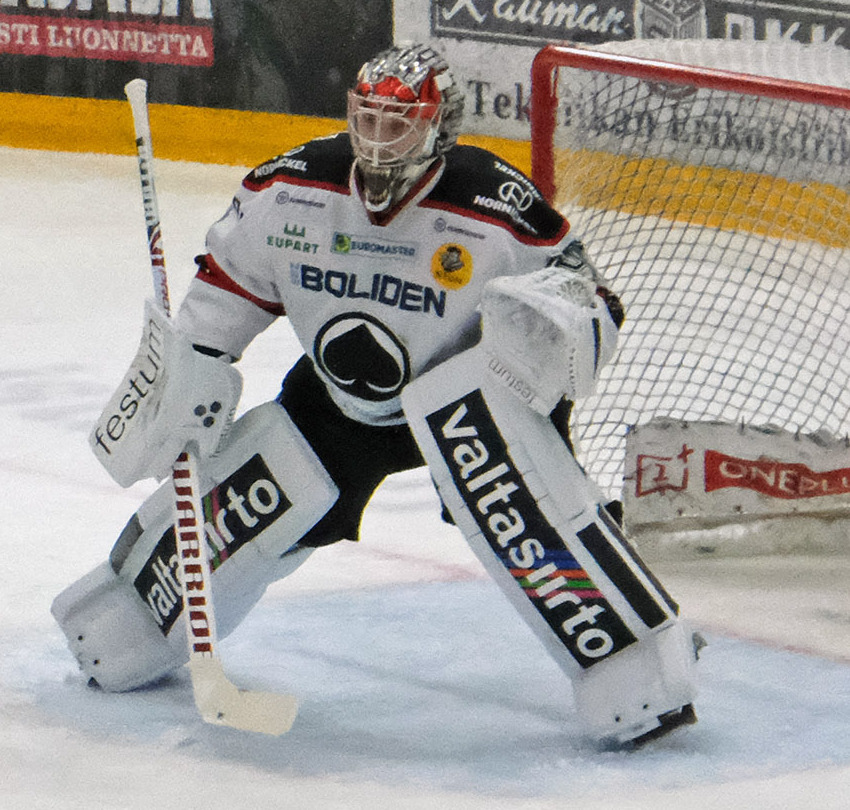
«Эссят» Пори 2019

Сын хоккейного вратаря Вадима Тарасова, родился в Новокузнецке во время его выступления за «Металлург», там же начал заниматься хоккеем. В 2006 году после перехода отца в уфимский «Салават Юлаев» стал обучаться в местной СДЮШОР. В 2015 году дебютировал в МХЛ за «Толпар». Сезон 2016/17 пропустил из-за травмы. В сезоне 2018/19 играл в ВХЛ за «Торос». В КХЛ дебютировал 14 февраля 2019 года в гостевом матче против «Адмирала» (0:3). В повторном матче через два дня вышел на замену в конце второго периода, пропустил шайбу и уступил в серии буллитов.
Перед сезоном 2019/20 был отдан в аренду в финский клуб «Эссят» Пори, за который провел 41 матч, пропуская в среднем 2,75 шайбы и отражая 89,93% бросков.
Летом 2020 года подписал контракт новичка с клубом «Коламбус Блю Джекетс», которым был выбран в 2017 году на драфте. Осенью 2020 года его арендовал «Салават Юлаев» на 1 год с правом возврата хоккеиста в любой момент сезона.
Участник юниорского чемпионата мира 2016. Бронзовый призёр молодёжного чемпионата мира 2019.
26 июня 2025 года был обменян во «Флориду Пантерз» на 160-й выбор в 5-м раунде драфта НХЛ 2025.